# Patata rossa di Colfiorito
La Patata rossa di Colfiorito (pomme de terre rouge de Colfiorito) est une appellation italienne qui s'applique à une production traditionnelle de pommes de terre, cultivée en Ombrie et qui a contribué au développement du secteur des plateaux de Colfiorito. Elle tire son nom de Colfiorito, qui est un hameau de la commune de Foligno.
Cette pomme de terre bénéficie depuis 1999 de l'appellation « Produits agroalimentaires traditionnels » (PAT), appellation italienne qui n'est pas reconnue au niveau européen.
Elle bénéficie également depuis le 2 décembre 2014 du label européen IGP (indication géographique protégée).

## Variété
La variété cultivée est la 'Désirée', variété d'origine néerlandaise. 
Timidement introduite dans le secteur en 1963, la variété 'Désirée', a en quelques années, trouvé le consensus de tous les agriculteurs locaux car elle s'est révélée particulièrement adaptée aux conditions climatiques et environnementales des plateaux. 
Elle a totalement supplanté les pommes de terre blanches qui étaient traditionnellement cultivées dans la zone

## Aire de production
Pour l'appellation de « produit agroalimentaire traditionnel d'Ombrie » l'aire de production de la « Patata Rossa di Colfiorito » se limite à la commune de Foligno (province de Pérouse). Ce terroir se situe sur les plateaux de Colfiorito à une altitude comprise entre 750 et 800 mètres.
L'aire de production de l'IGP concerne en partie les communes d’Ombrie suivantes : Foligno, Nocera Umbra, Valtopina, Sellano, ainsi que les communes des Marches suivantes : Serravalle di Chienti, Muccia, Pieve Torina, Sefro, Visso et Monte Cavallo.

## Manifestation
Depuis 1978, la Sagra della Patata rossa di Colfiorito, qui se déroule au mois d'août, est une fête et en même temps un gros marché-exposition fréquenté par des milliers de visiteurs auxquels sont proposées des activités variées, artistiques et culturelles, mais aussi ludiques et gastronomiques. 
La Sagra a promu des expositions photographiques et documentaires sur le territoire, des improvisations de peinture, des congrès d'études, la publication de livres sur des sujets tant historiques (par don M. Sensi, enseignant à l'université pontificale du Latran) que naturalistes. Cette manifestation entretient une étroite collaboration avec l'établissement public du parc naturel régional du Colfiorito (Parco di Colfiorito), parc régional créé autour d'un marais d'importance internationale sur les plans botanique et zoologique) qui, en illustrant des thèmes liés à ses richesses naturelles, a contribué à la redécouverte de ce terroir.

## Utilisation

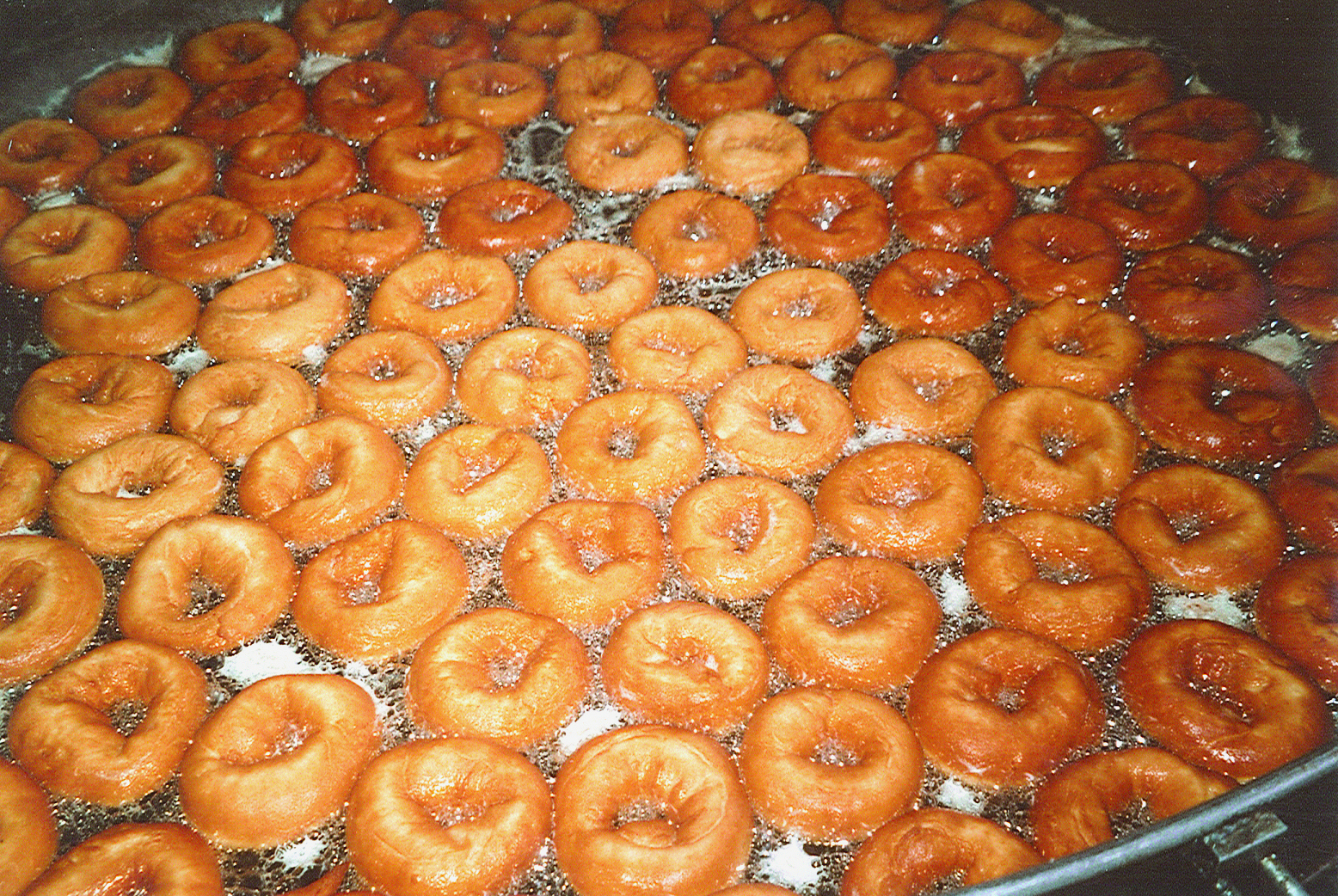
Ciambelle dolci di patate rosse di Colfiorito (beignets sucrés de pommes de terre rouges de Colfiorito).

La pomme de terre rouge de Colfiorito est employée notamment dans une préparation typique de la région : les ciambelle dolci di patate (beignets sucrés - en forme de tores - de pomme de terre).